# Drowning (bài hát của Backstreet Boys)
"Drowning" là đĩa đơn của Backstreet Boys từ album tổng hợp The Hits: Chapter One, được phát hành vào ngày 14 tháng 1 năm 2008.

## Bảng xếp hạng
| Bảng xếp hạng (2001)                | Vị trí cao nhất |
| ----------------------------------- | --------------- |
| Australian Singles Chart            | 49              |
| Austrian Singles Chart              | 9               |
| Belgian (Flanders) Singles Chart    | 20              |
| Belgian Tip Singles Chart (Walonia) | 4               |
| Canadian Singles Chart              | 11              |
| Danish Singles Chart                | 4               |
| Dutch Singles Chart                 | 13              |
| Finnish Singles Chart               | 10              |
| German Singles Chart                | 11              |
| Irish Singles Chart                 | 10              |
| Italian Singles Chart               | 10              |
| New Zealand Singles Chart           | 27              |
| Norwegian Singles Chart             | 5               |
| Romanian Singles Chart              | 9               |
| Swedish Singles Chart               | 3               |
| Swiss Singles Chart                 | 13              |
| UK Singles Chart                    | 4               |
| U.S. Billboard Hot 100              | 28              |

## Danh sách bài hát

### International
1. Drowning (Album Version)
2. Back To Your Heart
3. Shape Of My Heart (Video)

### UK CD1
1. Drowning (Radio Edit)
2. Everybody (Backstreet's Back) (Sharp London Vocal Mix)
3. I Want It That Way (Morales Club Version)

### UK CD2
1. Drowning (Radio Edit)
2. Drowning (Dezrok Radio Mix)
3. Drowning (Rizzo & Harris Radio Mix)
4. Drowning (Video)